# Silvio Golzio
Silvio Golzio (Torino, 7 febbraio 1909 – Torino, 21 giugno 1994) è stato uno statistico, dirigente d'azienda e banchiere italiano, direttore generale dell'IRI nel quadriennio 1964-1968 e Presidente dell'ABI dal 1979 al 1983.

## Biografia
Dopo la maturità ottenuta a Torino presso l'Istituto Sociale, conseguì due Lauree, entrambe con Lode, nel 1930 in Giurisprudenza e poi in Scienze politiche all'Università degli Studi di Torino, la seconda delle quali con relatore Luigi Einaudi.
Negli anni trenta iniziò la carriera accademica, mai più interrotta nonostante i diversi incarichi, insegnando Statistica Economica all'Università di Firenze e poi nuovamente a Torino alla Facoltà di Economia.
Durante la guerra fu tra gli internati militari italiani nella Germania nazista nel periodo 1943-1945. Di orientamento cattolico, Golzio fu membro attivo dei gruppi FUCI e dell'Azione Cattolica: in quest'ultima nel Dopoguerra ricoprì diverse cariche sociali.
Dal 1947 al 1959 fu a capo del centro studi del Comitato Interministeriale per la Ricostruzione (CIR). Dal 1945, nel contesto della ricostruzione postbellica caratterizzata da forte inflazione Golzio osservò l'erosione del potere d'acquisto dei bassi redditi rispetto al resto della popolazione e studiò le modalità per introdurre la cosiddetta "scala mobile" (sia sull'indennizzo di contingenza che sui salari pubblici), di cui è considerato l'inventore.
Nel 1952 entrò nel Consiglio di Amministrazione della SIP. Nel 1961 divenne Presidente e Amministratore Delegato della STET, carica che mantenne fino al 1964: in questa veste ebbe un ruolo decisivo nella pianificazione dell'ammodernamento della rete telefonica nazionale (fino a quel momento la rete era divisa in cinque diverse aziende territoriali, sin dal 1925, il cosiddetto "spezzatino telefonico"), che necessitava un urgente rilancio industriale e di ricerca tecnologica, e nella contestuale creazione dell'importante centro di ricerca CSELT.
L'anno successivo Golzio divenne Direttore Generale dell'IRI, per il quadriennio 1964-1968.
Nel 1968 divenne Presidente del Credito Italiano, carica che mantenne per un decennio. In seguito, fu presidente dell'Associazione bancaria italiana nel quadriennio 1979-1983.
Morì a Torino nel 1994.

## Opere
- Silvio Golzio, Il valore aggiunto come dato statistico, Torino, Giappichelli, 1970.
- Silvio Golzio, Alcune considerazioni circa il problema demografico italiano, in Rivista Internazionale di Scienze Sociali, 33 (Anno 70), n. 2, 1962,  pp. 105-112. URL consultato il 12 settembre 2022.
- Silvio Golzio, La popolazione, Roma, Edizioni Studium, 1953.
- Silvio Golzio, Sulla misura delle variazioni del reddito nazionale italiano, Torino, Giappichelli, 1951.
- Silvio Golzio, Considerazioni sugli indici della produzione industriale, in Cronache Economiche, Camera di commercio di Torino, dicembre 1950,  p. 79.
- Silvio Golzio, Considerazioni sulla misura delle variazioni dei salari reali, in Cronache Economiche, Camera di commercio di Torino, dicembre 1950,  p. 81.
- (EN) Silvio Golzio, Review of Economics for the exasperated, in Giornale degli Economisti e Annali di Economia, vol. 7, n. 5/6, 1948,  pp. 344-345. URL consultato il 12 settembre 2022.
- Silvio Golzio, Sulla misura delle variazioni dei salari reali, in Rivista Italiana di Demografia e Statistica, n. 1-2, giugno 1948.
- Silvio Golzio, L'industria dei metalli in Italia, Torino, G. Einaudi, 1942.
- Silvio Golzio, Considerazioni sui profitti e sulle dimensioni delle imprese industriali, in Rivista Internazionale di Scienze Sociali, 7 (ANNO 44), n. 4, 1936,  pp. 366-378. URL consultato il 12 settembre 2022.
- Silvio Golzio, Lezioni di Statistica economica e demografica, Torino, Giappichelli, 1936.